# Unione Sportiva Cagliari 1952-1953
Questa pagina raccoglie le informazioni riguardanti l'Unione Sportiva Cagliari  nelle competizioni ufficiali della stagione 1952-1953.

## Rosa
| N. |                   | Ruolo | Calciatore        |
| -- | ----------------- | ----- | ----------------- |
|    | Italia (bandiera) | P     | Giorgio Bolognesi |
|    | Italia (bandiera) | P     | Enrico Gualazzi   |
|    | Italia (bandiera) | D     | Angelo Dini       |
|    | Italia (bandiera) | D     | Vito Sante Miolli |
|    | Italia (bandiera) | D     | Flavio Melis      |
|    | Italia (bandiera) | D     | Alfredo Motta     |
|    | Italia (bandiera) | D     | Carlo Redolfi     |
|    | Italia (bandiera) | C     | Piercarlo Gambini |
|    | Italia (bandiera) | C     | Livio Gennari     |
|    | Italia (bandiera) | C     | Ottavio Morgia    |

| N. |                     | Ruolo | Calciatore        |
| -- | ------------------- | ----- | ----------------- |
|    | Italia (bandiera)   | C     | Sergio Pison      |
|    | Italia (bandiera)   | C     | Mario Villa       |
|    | Italia (bandiera)   | C     | Piero Pozzi       |
|    | Italia (bandiera)   | C     | Angelo Torriglia  |
|    | Italia (bandiera)   | A     | Carlo Avedano     |
|    | Italia (bandiera)   | A     | Erminio Bercarich |
|    | Italia (bandiera)   | A     | Piero Golin       |
|    | Italia (bandiera)   | A     | Fabio Frugali     |
|    | Ungheria (bandiera) | A     | Árpád Fekete      |

## Risultati

### Campionato

#### Girone di andata
| 14 settembre 1952 1ª giornata | Fanfulla | 2 – 2 | Cagliari |  |

| 21 settembre 1952 2ª giornata | Cagliari | 0 – 0 | Siracusa |  |

| 7 dicembre 1997 3ª giornata | Cagliari | 1 – 0 | Padova |  |

| 5 ottobre 1952 4ª giornata | Treviso | 0 – 3 | Cagliari |  |

| 7 gennaio 1968 5ª giornata | Genoa | 2 – 0 | Cagliari |  |

| 19 ottobre 1952 6ª giornata | Cagliari | 2 – 1 | Monza |  |

| 14 settembre 1947 7ª giornata | Cagliari | 3 – 1 | Brescia |  |

| 21 ottobre 1962 8ª giornata | Legnano | 5 – 0 | Cagliari |  |

| 16 novembre 1952 9ª giornata | Piombino | 0 – 2 | Cagliari |  |

| 23 novembre 1952 10ª giornata | Cagliari | 1 – 0 | Vicenza |  |

| 30 novembre 1952 11ª giornata | Cagliari | 3 – 1 | Messina |  |

| 7 dicembre 1952 12ª giornata | Modena | 1 – 0 | Cagliari |  |

| 14 dicembre 1952 13ª giornata | Marzotto Valdagno | 3 – 0 | Cagliari |  |

| 21 dicembre 1952 14ª giornata | Cagliari | 3 – 2 | Salernitana |  |

| 7 gennaio 1996 15ª giornata | Cagliari | 2 – 2 | Catania |  |

| 11 gennaio 1953 16ª giornata | Lucchese | 3 – 4 | Cagliari |  |

| 18 gennaio 1953 17ª giornata | Cagliari | 6 – 0 | Verona |  |

#### Girone di ritorno
| 25 gennaio 1953 18ª giornata | Cagliari | 2 – 1 | Fanfulla |  |

| 1º febbraio 1953 19ª giornata | Siracusa | 0 – 1 | Cagliari |  |

| 8 febbraio 1953 20ª giornata | Padova | 1 – 1 | Cagliari |  |

| 15 febbraio 1953 21ª giornata | Cagliari | 1 – 1 | Treviso |  |

| 22 febbraio 1953 22ª giornata | Cagliari | 1 – 1 | Genoa |  |

| 1º marzo 1953 23ª giornata | Monza | 1 – 0 | Cagliari |  |

| 8 marzo 1953 24ª giornata | Brescia | 3 – 2 | Cagliari |  |

| 15 marzo 1953 25ª giornata | Cagliari | 2 – 2 | Legnano |  |

| 22 marzo 1953 26ª giornata | Cagliari | 1 – 1 | Piombino |  |

| 29 marzo 1953 27ª giornata | Vicenza | 3 – 3 | Cagliari |  |

| 5 aprile 1953 28ª giornata | Messina | 1 – 0 | Cagliari |  |

| 12 aprile 1953 29ª giornata | Cagliari | 0 – 0 | Modena |  |

| 19 aprile 1953 30ª giornata | Cagliari | 2 – 0 | Marzotto Valdagno |  |

| 3 maggio 1953 31ª giornata | Salernitana | 1 – 0 | Cagliari |  |

| 10 maggio 1953 32ª giornata | Catania | 2 – 0 | Cagliari |  |

| 24 maggio 1953 33ª giornata | Cagliari | 3 – 0 | Lucchese |  |

| 31 maggio 1953 34ª giornata | Verona | 3 – 1 | Cagliari |  |

## Statistiche

### Statistiche di squadra
| Competizione | Punti | In casa | In casa | In casa | In casa | In casa | In casa | In trasferta | In trasferta | In trasferta | In trasferta | In trasferta | In trasferta | Totale | Totale | Totale | Totale | Totale | Totale | DR |
| Competizione | Punti | G       | V       | N       | P       | Gf      | Gs      | G            | V            | N            | P            | Gf           | Gs           | G      | V      | N      | P      | Gf     | Gs     | DR |
| ------------ | ----- | ------- | ------- | ------- | ------- | ------- | ------- | ------------ | ------------ | ------------ | ------------ | ------------ | ------------ | ------ | ------ | ------ | ------ | ------ | ------ | -- |
| Serie B      | 38    | 17      | 10      | 7       | 0       | 32      | 13      | 17           | 4            | 3            | 10           | 19           | 31           | 34     | 14     | 10     | 10     | 51     | 44     | +7 |

### Statistiche dei giocatori
| Giocatore    | Serie B  | Serie B |
| Giocatore    | Presenze | Reti    |
| ------------ | -------- | ------- |
| C. Avedano   | 20       | 4       |
| E. Bercarich | 27       | 12      |
| G. Bolognesi | 14       | -18     |
| A. Dini      | 23       | 0       |
| A. Fekete    | 2        | 0       |
| F. Frugali   | 15       | 1       |
| P. Gambini   | 13       | 0       |
| L. Gennari   | 33       | 9       |
| P. Golin     | 33       | 11      |
| E. Gualazzi  | 20       | -26     |
| F. Melis     | 1        | 0       |
| V. Miolli    | 32       | 0       |
| O. Morgia    | 32       | 1       |
| A. Motta     | 5        | 0       |
| S. Pison     | 31       | 8       |
| P. Pozzi     | 9        | 1       |
| C. Redolfi   | 8        | 0       |
| A. Torriglia | 29       | 0       |
| M. Villa     | 27       | 1       |